# Liste der Träger des Ritterkreuzes des Eisernen Kreuzes der HSK-Waffe
Die nachfolgende Liste der Träger des Ritterkreuzes des Eisernen Kreuzes der HSK-Waffe beinhaltet alle acht in der Literatur erwähnten Verleihungen des Ritterkreuzes des Eisernen Kreuzes an Angehörige der HSK-Waffe der Kriegsmarine von Oktober 1940 bis Dezember 1942.
Die Hälfte der mit dem Ritterkreuz des Eisernen Kreuzes Ausgezeichneten der HSK-Waffe erhielten auch das Eichenlaub zum Ritterkreuz des Eisernen Kreuzes.

## Verleihungsübersicht
| Nummer | Name                                             | Ritterkreuz       | Eichenlaub                 | Position bei der Verleihung                         | Letzter Dienstgrad in der Marine     |
| 1.     | Korvettenkapitän d. R. Hellmuth von Ruckteschell | 31. Oktober 1940  | 23. Dezember 1942          | Kommandant von HSK Widder/Kommandant von HSK Michel | Kapitän zur See d. R. (Kriegsmarine) |
| 2.     | Kapitän zur See Bernhard Rogge                   | 7. Dezember 1940  | 31. Dezember 1941          | Kommandant von HSK Atlantis                         | Konteradmiral (Bundeswehr)           |
| 3.     | Kapitän zur See Otto Kähler                      | 22. Dezember 1940 | 15. September 1944         | Kommandant von HSK Thor                             | Konteradmiral (Kriegsmarine)         |
| 4.     | Kapitän zur See Ernst-Felix Krüder               | 22. Dezember 1940 | 15. November 1941 (postum) | Kommandant von HSK Pinguin                          | Kapitän zur See (Kriegsmarine)       |
| 5.     | Fregattenkapitän Kurt Weyher                     | 21. August 1941   |                            | Kommandant von HSK Orion                            | Konteradmiral (Kriegsmarine)         |
| 6.     | Konteradmiral Robert Eyssen                      | 29. November 1941 |                            | Kommandant von HSK Komet                            | Konteradmiral (Kriegsmarine)         |
| 7.     | Fregattenkapitän Theodor Detmers                 | 4. Dezember 1941  |                            | Kommandant von HSK Kormoran                         | Kapitän zur See (Kriegsmarine)       |
| 8.     | Kapitän zur See Günther Gumprich                 | 31. Dezember 1942 |                            | Kommandant von HSK Thor                             | Kapitän zur See (Kriegsmarine)       |